# Kenyu Sugimoto
Kenyu Sugimoto (født 18. november 1992) er en japansk fodboldspiller. Han var en del af den japanske trup ved Sommer-OL 2012.